# يوكي كوسانو
يوكي كوسانو (باليابانية: 草野 侑己) (مواليد 21 يوليو 1996) هو لاعب كرة قدم ياباني.

## وصلات خارجية
- يوكي كوسانو على موقع رابطة كرة القدم اليابانية للمحترفين (اليابانية)
- يوكي كوسانو على موقع قاعدة بيانات كرة القدم.إي يو (الإنجليزية)
- يوكي كوسانو على موقع Soccerway.com (الإنجليزية)
- يوكي كوسانو على موقع عالم كرة القدم.نت (الإنجليزية)